# Gangneung

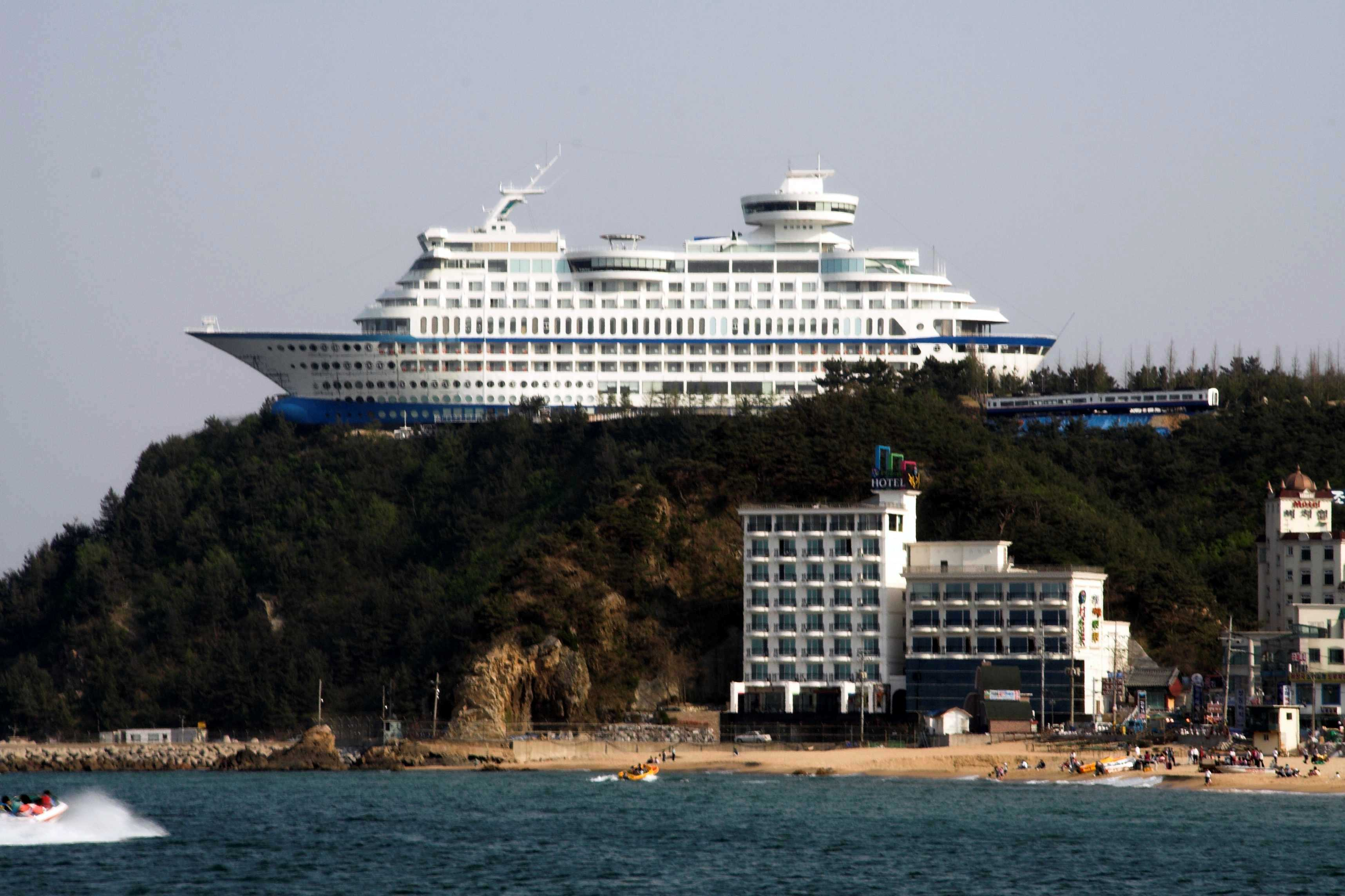
Gangneung

Gangneung (en coreà: 강릉시, romanització revisada del coreà: gangleungsi, llegiu: Kangníng, literalment: riu i tomba) és una ciutat de la província de Gangwon-do, al nord-oest de la república de Corea del Sud. Està situada al nord-oest de Seül, a uns 166 km (en línia recta), a la costa oest del mar de l'Est. La seva àrea és de 1.040,07 km² i la seva població total és de 230.000 habitants (2009). La ciutat de Gangneung es divideix en 13 districtes (dong), 7 municipis (myeon) i 1 vila (EuP). Està agermanada amb la ciutat d'Algemesí (València).
La bandera de la ciutat és un sol de color vermell, i sota seu hi ha una onada de color blau, que sembla que el sol estigués practicant surf. El sol representa l'ambient i l'onada representa el mar. Flor: la Lagerstroemia. Arbre: El pi. Animal: El cigne.

## Gyeongpodae
Gangneung és un lloc que es considera especial, ja que es té accés a un llac i al mar. Gyeongpodae és un pavelló amb vista al llac Gyeongpo. Es diu que es pot veure la lluna cinc vegades al temps, una al cel, una al llac, una a la mar, una en una got d'una beguda, i una en els ulls d'un amant. Aquest lloc és localitzat en el centre oest de la ciutat.

## Cultura
La ciutat de Gangneung té diversos festivals, i el més famós i gran és el de Dano (강릉 단오제) al recinte firal prop del riu Namdae. El 1967, el festival de Dano va ser catalogat com a patrimoni cultural de Corea No 13. L'11 de novembre va ser designat per la UNESCO com a Obra Mestra del Patrimoni Oral i Intangible de la Humanitat. Avui en dia, és una combinació dels ritus de commemoració i diverses obres tradicionals. El més destacat és la tradicional dansa de màscares Gwanno, que només es realitza en aquest festival.
A més dels festivals coneguts com el de Dano, hi ha diversos festivals més recents a Gangneung, com el IJAF (Internacional Junior Festival d'Art) gaudeix de gran popularitat. El IJAF és un festival cultural per als joves de tot el món, es realitza un cop l'any, a principis d'agost i dura quatre dies amb 300 participants de set nacions i més de 500 visitants per nit.
L'equip de futbol local és el Gangwon FC (강원 FC), fundat el 18 de desembre del 2008 i juga a l'estadi Gangneung de la ciutat amb capacitat per a 30.000 espectadors. L'equip juga a la lliga professional de Corea del Sud anomenada K-League.
La ciutat va ser seu del Campionat dels Quatre Continents de Patinatge Artístic sobre Gel del 2005.